# Сен-Жермен-де-Пре (Тарн)
Сен-Жерме́н-де-Пре (фр. Saint-Germain-des-Prés, окс. Sant German dels Prats) — коммуна во Франции, находится в регионе Юг — Пиренеи. Департамент — Тарн. Входит в состав кантона Пастель. Округ коммуны — Кастр.
Код INSEE коммуны — 81251.

## География

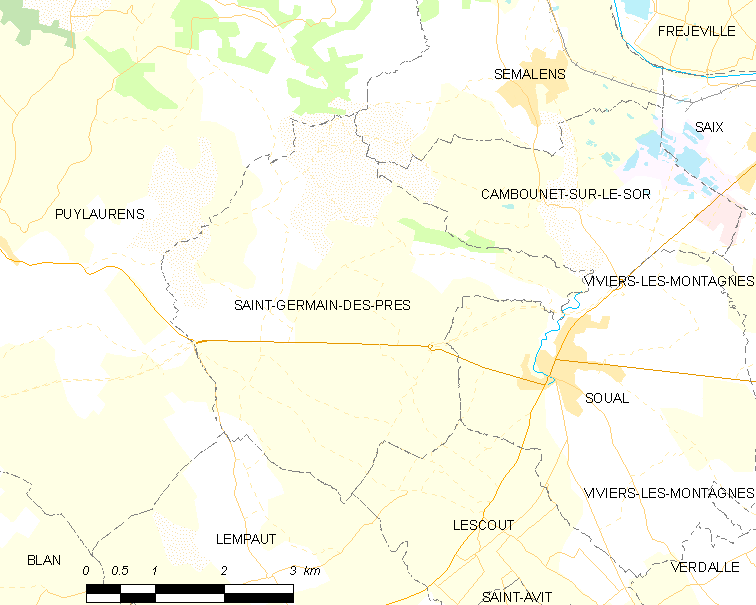
Карта коммуны

Коммуна расположена приблизительно в 590 км к югу от Парижа, в 55 км восточнее Тулузы, в 45 км к югу от Альби.

## Климат
Климат умеренно-океанический. Зима мягкая и дождливая, лето жаркое с частыми грозами. Ветры довольно редки.

## Население
Население коммуны на 2010 год составляло 851 человек.
| 1962 | 1968 | 1975 | 1982 | 1990 | 1999 | 2010 |
| ---- | ---- | ---- | ---- | ---- | ---- | ---- |
| 434  | 429  | 393  | 377  | 551  | 589  | 851  |

## Администрация
| Период | Период | Фамилия        | Партия                              | Примечания |
| ------ | ------ | -------------- | ----------------------------------- | ---------- |
| 1977   | 1981   | Николь Кальме  | Французская коммунистическая партия | фермер     |
| 1981   | 2001   | Жерар Амальрик |                                     | лаборант   |
| 2001   | 2008   | Одиль Руане    | фермер                              |            |
| 2008   | 2020   | Реймон Фреде   |                                     | фермер     |

## Экономика
В 2007 году среди 504 человек в трудоспособном возрасте (15—64 лет) 368 были экономически активными, 136 — неактивными (показатель активности — 73,0 %, в 1999 году было 75,3 %). Из 368 активных работали 325 человек (180 мужчин и 145 женщин), безработных было 43 (17 мужчин и 26 женщин). Среди 136 неактивных 53 человека были учениками или студентами, 38 — пенсионерами, 45 были неактивными по другим причинам.

## Достопримечательности
- Дом-студия художника Мишеля Каррада (1974 год). Исторический памятник с 2005 года.[4]
- Голубятня Коломбье (XIX век). Исторический памятник с 2011 года.[5]